# 21448 Ґаліндо
21448 Ґаліндо (21448 Galindo) — астероїд головного поясу, відкритий 20 квітня 1998 року.
Тіссеранів параметр щодо Юпітера — 3,581.